# Distriktsidrottsförbund

Karta över distriktsidrottsförbundens områden

Distriktsidrottsförbund (DF) är Riksidrottsförbundets regionala kontor. Sverige är uppdelat i 21 riksidrottsdistrikt med ett förbund i varje. I vissa distrikt finns också lokalkontor. Distriktsidrottsförbunden samarbetar med Svenska Idrottsrörelsens Studieförbund-distrikten.
Inte bara RF är uppdelat i distrikt, utan även flera sporter och idrottsgrenar. Deras distriktsorganisationer kallas specialdistriktsidrottsförbund (SDF).
Distriktsidrottsförbunden har till uppgift att bl.a.:
- Ge praktisk service till SDF och föreningar i distriktet
- Företräda den regionala idrotten gentemot kommuner och landsting
- Bedriva idrottspolitisk opinionsbildning i regionen
- Fördela lokalt aktivitetsstöd

Distriktsförbunden omfattar normalt varsitt län, med några undantag. Smålands idrottsförbund omfattar tre län. Stockholms idrottsförbund omfattar inte hela länet. Södertälje och Nykvarns kommuner tillhör Södermanlands idrottsförbund. Sigtuna och Norrtälje kommuner tillhör Upplands idrottsförbund. Degerfors och Karlskoga kommuner tillhör Värmlands idrottsförbund.
Skåneidrotten är Riksidrottsförbundets och SISU Idrottsutbildarnas regionala företrädare i Skåne. EIC Syd är Skåneidrottens regionala elitidrottscentrum.